# Masahiro Momitani
Masahiro Momitani (japanisch 籾谷 真弘 Momitani Masahiro; * 2. Juni 1981 in der Präfektur Osaka) ist ein ehemaliger japanischer Fußballspieler.

## Karriere
Momitani erlernte das Fußballspielen in der Jugendmannschaft von Cerezo Osaka. Seinen ersten Vertrag unterschrieb er 200 bei Cerezo Osaka. Der Verein spielte in der höchsten Liga des Landes, der J1 League. 2002 wechselte er zu Thespa Kusatsu. Am Ende der Saison 2004 stieg der Verein in die J2 League auf. 2007 wechselte er zum Ligakonkurrenten AC Nagano Parceiro. Ende 2012 beendete er seine Karriere als Fußballspieler.

## Erfolge
Cerezo Osaka
- Kaiserpokal

Finalist: 2001